# Primul plan cincinal al Republicii Populare Române
Primul plan cincinal al Republicii Populare Române a fost primul plan cincinal desfășurat de către Republica Populară Română între 1951–1955. Acesta a urmat două planuri anuale, din 1949 și 1950, și a fost supervizat de trimiși ai Uniunii Republicilor Sovietice Socialiste, cu scopul asigurării unei bune desfășurări. Principalele priorități ale cincinalului au fost electrificarea țării și lucrul la Canalul Dunăre-Marea Neagră.